# Minksagen
Minksagen omhandler Regeringen Mette Frederiksen I's ordre til at aflive alle mink i Danmark under COVID-19-pandemien. Ordren viste sig efterfølgende at være uden lovhjemmel. 
Sagen opstod, da regeringen den 3. november 2020 på baggrund af en risikovurdering samme dag fra Statens Serum Institut (SSI), besluttede at aflive samtlige af landets mink. I risikovurderingen skrev SSI, at fortsat minkavl under den igangværende pandemi via nye mutationer ville indebære en risiko for folkesundheden og muligheden for at forebygge COVID-19 med vacciner.
Beslutningen om aflivningen blev offentliggjort af statsminister Mette Frederiksen på et pressemøde 4. november. Den 8. november viste det sig, at beslutningen var taget uden lovhjemmel, for så vidt angik besætninger, der ikke lå i nærheden af en smittet minkfarm, og myndighederne ændrede derefter påbuddet til minkavlerne til en opfordring til at aflive dyrene. Regeringen indgik 16. november en aftale med et folketingsflertal om hurtigst muligt at sikre lovgrundlag for en tvungen aflivning af alle danske mink, og 21. december 2020 blev en lov herom endeligt vedtaget. I alt godt 15 millioner mink blev aflivet i efteråret 2020. Heraf blev ca. 150.000 dyr (én procent af den samlede aflivning) aflivet i dagene, hvor det ulovlige påbud var i kraft.
Oplysningen om den manglende hjemmel medførte stor debat, bl.a. om hændelsesforløbet forud for regeringens beslutning, og blev karakteriseret som grundlovsstridig af flere juridiske eksperter. Fødevareminister Mogens Jensen gik af 18. november 2020 i kølvandet på, at regeringens støttepartier erklærede, at de ikke længere havde tillid til ham. Folketinget nedsatte i april 2021 en granskningskommission kaldet Minkkommissionen til at undersøge hændelsesforløbet samt iværksatte to advokatundersøgelser; én om Politiets brug af såkaldte actioncards under operationen og én om nedgravningen af nogle af de aflivede mink.
Minkkommissionen offentliggjorde i juni 2022 sin beretning, hvori den kritiserede beslutningsforløbet og konstaterede, at udmeldingerne til minkavlere og offentligheden den 4. november og de følgende dage havde været groft vildledende. Det gjaldt således også Mette Frederiksens optræden på pressemødet 4. november. Kommissionen mente dog ikke, at hun og de øvrige ministre på beslutningstidspunktet eller på pressemødet havde vidst, at de handlede uden lovhjemmel. Mogens Jensen fik imidlertid kritik for at have afgivet urigtige oplysninger til Folketinget, da han i november 2020 på et samråd havde sagt, at han var blevet gjort opmærksom på den manglende hjemmel i tidsrummet den 6. til 8. november, hvor kommissionen konkluderede, at han fik oplysningen allerede 5. november. Kommissionen udtalte desuden kritik af en række ledende embedsmænd, herunder Rigspolitichefen og tre departementschefer.
På foranledning af beretningen modtog Mette Frederiksen og Mogens Jensen i juli 2022 en næse af Folketinget for deres ageren under forløbet. Samtidig truede Radikale Venstre med at vælte regeringen ved et mistillidsvotum, hvis den ikke udskrev valg senest i starten af oktober 2022. Med henvisning til dette udskrev Frederiksen den 5. oktober folketingsvalget 2022 til afholdelse 1. november. Regeringsforhandlingerne efter valget førte til dannelsen af trepartiregeringen Regeringen Mette Frederiksen II henover midten med deltagelse af Socialdemokratiet, Venstre og Moderaterne.

## Baggrund

### Minkerhvervet før nedlukningen
Der var i 2019 knap 800 danske minkfarme med i alt knap 3.000 beskæftigede. Branchen var på det tidspunkt i nedgang med faldende omsætning samt færre beskæftigede og bedrifter end fem år tidligere, og de enkelte bedrifter havde hver især et underskud på 700.000 kr. i gennemsnit. Selve produktionsværdien af det danske minkerhverv lød ifølge Danmarks Statistik i 2019 på 2,5 mia. kr. Den danske minkbranche fremstillede 40 % af verdens pelse og var den største producent af minkskind i verden. Ifølge Landbrug & Fødevarer var minkpelse og -skind den tredjestørste landbrugseksportvare af dyreoprindelse med en årlig eksportværdi på 1,1 mia. euro. Ifølge DR eksporterede Danmark for 24,5 mio. minkskind til en samlet værdi af 4,9 mia. kr. i 2019.

### COVID-19-pandemien begynder
COVID-19-pandemien, forårsaget af alvorligt akut respiratorisk syndrom coronavirus 2 (SARS-CoV-2), begyndte med et udbrud af covid-19 i storbyen Wuhan, Kina, i december 2019. Verdenssundhedsorganisationen (WHO) erklærede udbruddet for en global sundhedstrussel den 30. januar 2020 og 27. februar blev det første tilfælde konstateret i Danmark. Den 11. marts erklærede WHO virusudbruddet en pandemi og med de indledende ord "Det, jeg vil sige i aften, kommer til at få store konsekvenser for alle danskere" lukkede Frederiksen samme dag Danmark ned.

### Første SARS-CoV-2-infektioner i mink
Den 15. juni 2020 registrerede Fødevarestyrelsen covid-19 på en nordjysk minkbesætning i Sindal i Hjørring Kommune. Det var på dette tidspunkt ikke muligt at sige om minkene havde smittet mennesker eller omvendt. Smitten havde desuden spredt sig til flere beboere på plejehjemmet Vendelbocentret i Sindal. Da der ingen hospitalsindlæggelser knyttet til denne denne smittekilde var, kunne det ifølge SSI tyde på en relativ mild infektion.
Myndighederne besluttede, at minkene på disse farme skulle aflives for at forebygge yderligere smittespredning. SSI beskrev senere i september i en risikovurdering "en særlig minkvariant", som havde spredt sig i Nordjylland. Denne SARS-CoV-2-variant blev senere navngivet cluster 5 af SSI. I september tiltog smitten, og sundheds- og veterinærmyndighederne udtrykte bekymring. Den 1. oktober var der konstateret covid-19 blandt 41 besætninger i Nordjylland, og der var mistanke om smitte i yderligere 20. Regeringen meddelte derfor, at alle mink i en radius af 7,8 km fra en smittet farm skulle aflives og ejerne kompenseres. Der var allerede lovhjemmel til sådanne lokalt begrænsede tiltag. Beslutningen medførte, at ca. 100 nordjyske farme skulle slå deres besætninger ned.

### SSI's risikovurdering
Den 13. oktober berettede overlæge Anders Fomsgaard fra SSI, at den muterede coronavirus cluster 5, der blev fundet i danske mink, potentielt kunne mindske effektiviteten i covid-19-vacciner. Den 2. november udtalte faglig direktør for SSI Kåre Mølbak, at der i et worst case-scenarie var risiko for, at Danmark kunne blive "et nyt Wuhan". Denne vurdering var ny for Sundhedsministeriet og Miljø- og Fødevareministeriet. Man udbad sig derfor en ny risikovurdering fra SSI og indkaldte regeringens koordinationsudvalg til møde den 3. november. I SSI's nye risikovurdering fra 3. november 2020 indgik, at fortsat minkavl ville medføre en betydelig sandsynlighed for en fornyet stor smittespredning. Det kunne true folkesundheden både ved, at de mange inficerede minkfarme kunne føre til større sygdomsbyrde blandt mennesker, og ved, at et stort virusreservoir i mink ville øge risikoen for, at der igen opstod nye virusmutationer, potentielt mindskende den optimale vaccinebeskyttelse. Instituttet konkluderede, "En fortsat minkavl under en igangværende covid-19-epidemi indebærer en betydelig risiko for folkesundheden, herunder for mulighederne for at forebygge covid-19 med vacciner".

## Beslutningsforløb

### Møde i Koordinationsudvalget (3. november)
Den 3. november om aftenen var der møde i regeringens koordinationsudvalg. På mødet, som afholdtes virtuelt grundet de gældende møderestriktioner under pandemien, deltog udover statsministeren også flere andre centrale ministre og embedsmænd. Mødet afholdtes uden referat, men forløbet blev senere kortlagt under Minkkommissionens afhøringer. Justitsministeriet havde til mødet udarbejdet en sag til forelæggelse, som indeholdt bidrag fra de forskellige ministerier og endte med at indstille to handlingsmuligheder: enten en dvaleordning for minkavlen eller et permanent forbud mod minkavl i Danmark. Sagens cover (sammenfatning af sagen, som normalt er det beslutningsgrundlag, ministre forholder sig til) nævnte de to alternativer og en indstilling om tempobonus. Coveret indeholdt dog ingen oplysninger om mulige problemer med lovhjemmel for aflivningen eller bevillingsmæssig hjemmel til en tempobonus, og problemstillingerne herom blev ikke nævnt på mødet. I to bilag, som ledsagede coveret, var hjemmelsudfordringerne imidlertid omtalt. Den fulde sag med alle bilagene kom imidlertid først ministrene og de øvrige embedsmænd i hænde seks minutter før mødet. Ingen af mødedeltagerne havde derfor haft mulighed for at læse bilagene, ligesom ingen af de embedsmænd, der var tilstede, gjorde opmærksom på hjemmelsproblemer. Frederiksen forklarede til Minkkommissionen, at hun som mødeleder havde besluttet, at mødet ikke skulle udsættes eller afbrydes for en læsepause, da det var hendes klare overbevisning, at der var behov for at handle hurtigt, og at hun stolede på, at ministrene påpegede de emner, som udvalget skulle være opmærksom på. På det 44 minutter lange møde blev det besluttet at aflive alle mink i Danmark, inklusive avlsdyrene. Som formand for udvalget havde Frederiksen det øverste ansvar for beslutningen.

### Udmelding og udførelse af ordrerne (3.–8. november)
Dagen efter indkaldte Statsministeriet til et pressemøde. Frederiksen meddelte her regeringens beslutning: "For det første er det nødvendigt at aflive samtlige mink i Danmark. Det gælder desværre også avlsdyrene". Frederiksen udtalte endvidere, at "Med den mutation af corona, som vi nu ser i Nordjylland, kan vi risikere, at effekten af den kommende vaccine bliver svækket eller i værste fald udebliver". Mølbak udtalte i samme sammenhæng, at det var vigtigt at forstå, at "worst case er, at vi har en pandemi, der starter forfra igen med udgang i Danmark".
I den følgende tid blev aflivningen af mink derfor kraftigt intensiveret. Danmark blev inddelt i tre zoner, hvor zone 1 var smittede besætninger, zone 2 besætninger indenfor en radius på 7,8 km fra en smittet besætning og zone 3 farme udenfor denne radius. Myndighederne (politiet, Fødevarestyrelsen, Forsvaret og Hjemmeværnet) bistod med aflivninger af mink i zone 1 og 2, hvor der var hjemmel til at påbyde aflivning. Farmerne blev stillet en "tempobonus" i udsigt, hvis de aflivede deres mink hurtigt. Besætninger kunne undervejs i aflivningsprocessen skifte zone f.eks. ved smitteudbrud i en given farm eller en nærliggende. Den 6. november påbegyndtes også aflivninger i zone 3, hvortil der ikke var lovhjemmel. Det var denne manglende lovhjemmel i zone 3, der var udgangspunktet for det juridiske aspekt i sagen.
I perioden fra den 10. oktober til 30. november blev der i hele Danmark aflivet ca. 15,5 mio. mink fordelt på 1.182 besætninger. Heraf var 351 minkbesætninger i zone 1 og 512 i zone 2 svarende til hhv. 4,9 og 6,5 mio. aflivede mink. I zone 3 blev der fra den 6. november til 30. november aflivet 319 besætninger svarende til fire mio. dyr. Heraf blev knap 150.000 dyr aflivet i dagene fra 6. til 10. november, på hvilken dato minkavlerne i zone 3 fik besked om, at der kun var tale om en anbefaling og ikke et påbud fra myndighederne om, at dyrene skulle aflives.
Den 5. november om aftenen henvendte Kopenhagen Fur sig til Fødevarestyrelsen og efterspurgte klarere kommunikation til minkavlerne, som følte frustration og forvirring. Efter ønske fra Kopenhagen Fur og Miljø- og Fødevareministeriet sendte styrelsen et forslag til et brev til alle minkavlere til ministeriets departementschef. Brevet vedrørte både mink i og uden for smittezonerne. Ministeriet sendte nogle forslag til rettelser retur til styrelsen, og styrelsen rettede dem i brevet. Samme eftermiddag sendte ministeriet mailen til styrelsen om, at styrelsen var "nødt til at sætte i gang med aflivningerne, inden der er talt op. Både på smittede og ikke-smittede besætninger", og at det skulle "fremgå af brevet til minkavlerne, at de bare skal starte". Fødevarestyrelsen sendte brevet til minkavlerne via Kopenhagen Fur. Af brevet fremgik, "Regeringen har meldt ud, at alle mink i landet skal aflives af hensyn til folkesundheden. Det er vigtigt, at aflivningerne foregår hurtigst muligt". Til minkavlerne udenfor smittezonerne stod der, "Aflivningen af alle mink (også avlsdyr) skal være overstået den 16. november 2020. Du skal derfor begynde på aflivning og pelsning af besætningen hurtigst muligt".

## Sundhedsfaglig vurdering

### Danske eksperter
Efter pressemødet 4. november opstod en diskussion blandt fagfolk om det sundhedsfaglige grundlag for beslutningen. Især blev der rejst kritik af den formodede risiko ved cluster 5-mutationen, som blev fremhævet som central på pressemødet. En række eksperter betvivlede, at cluster 5-varianten i sig selv udgjorde en væsentlig trussel. Under Minkkommissionens afhøringer året senere blev det kendt, at direktøren for Sundhedsstyrelsen, Søren Brostrøm allerede den 3. november 2020 havde advaret SSI og Sundhedsministeriets departementschef Per Okkels mod, at bekymringen for cluster 5 skulle ligge til grund for en ny risikovurdering. Den 6. november 2020 udleverede forskere fra Københavns Universitet et notat til SSI, hvori de betvivlede, at SSI's data om cluster 5-varianten i sig selv pegede på en alvorlig vaccinetrussel. Den 9. november anførte Lægemiddelstyrelsen tilsvarende i et notat, at cluster 5-mutationen ikke udgjorde en væsentlig trussel overfor effektiviteten af førstegenerationsvacciner.
SSI selv nedtonede også efterfølgende betydningen af cluster 5. Kåre Mølbak udtalte således den 9. november, at SSI's største bekymring siden juni havde været det store reservoir for virus, som mink udgjorde, og at cluster 5-varianten ikke i sig selv var bekymrende. Han erklærede sig enig i, at problemstillingen med selve cluster 5 havde fået al for stor vægt, og at det ikke ville undre ham, hvis cluster 5-varianten allerede var uddød, men at en stor minkbestand gav risiko for, at der kunne opstå fremtidige varianter, som kunne byde på værre problemer med nedsat vaccineeffektivitet. Hans kollega, daværende afdelingschef i SSI Tyra Grove Krause nævnte nogle dage senere, at et forsøg med cluster 5, som sundhedsminister Magnus Heunicke havde fremhævet på pressemødet 4. november, ikke dokumenterede, at cluster 5-varianten i sig selv udgjorde en trussel mod en fremtidig vaccine. Hun præciserede samtidig, at SSI's risikovurdering ikke var baseret på den specifikke cluster 5-undersøgelse, men at beskrivelsen af undersøgelsen blot indgik i vurderingen som en ekstra ting oven i alt det andet, der lå til grund for risikovurderingen.
Spørgsmålet om cluster 5-variantens betydning fortsatte med at spille en rolle i den offentlige debat. I februar 2021 udtalte overlæge og professor på Rigshospitalet Jan Gerstoft ifm. en gennemgang af sagen foretaget af Berlingske, at SSI's tolkning af det oprindelige cluster 5-forsøg ikke holdt. Gerstoft tilføjede, at han var enig i, at de danske mink burde udryddes for at dæmme op for potentielt fremtidige farlige virusvarianter, men at man formentlig kunne have fundet en mindre panisk proces og dermed sparet samfundet for penge.
Professor i immunologi Jens Christian Jensenius skrev i oktober 2021, at der ikke syntes at "være tvivl om, at faglig direktør på Statens Serum Institut professor Kåre Mølbak førte regeringen bag lyset op til pressekonferencen den 4. november 2020", og at resultaterne af Anders Fomsgaards præliminære forsøg af Mølbak var blevet misbrugt til at fremme den dramatiske beslutning 4. november, som dermed ikke var taget på et evidensbaseret grundlag. Jensenius anførte, at der blandt fagfolk var udbredt enighed om, at minkhold i den betydelige skala, som erhvervet udgjorde i Danmark, kunne udgøre en risiko som arnested for nye pandemier, men at den paniske aflivning begrundet i en påstået umiddelbar fare forbundet med cluster 5 ikke var velbegrundet.
I sin bog Vild virus fra oktober 2022 beskrev professor i infektionssygdomme Jens Lundgren med henvisning til cluster 5-mutationens rolle, at Mølbaks risikovurdering var "overgjort", "malede for sort et billede" og byggede på et tyndt videnskabeligt grundlag. Lundgren forklarede desuden ifm. bogens offentliggørelse, at han ikke mente, at man kunne bebrejde regeringen for at handle på baggrund af SSI’s risikovurdering, som den efter hans mening ikke kunne sidde overhørig, når den var formuleret, som den var. SSI gentog i et svar på Lundgrens kritik, at deres risikovurdering ikke kun havde bygget på bekymringen om cluster 5-mutationerne, men også den hastige stigning i smitten blandt mink, den udbredte overførsel af vira fra mink til mennesker, hvor 4.000 personer i Jylland på pågældende tidspunkt ansloges at være smittet med varianten, og bekymringen for udviklingen af resistens blandt visse vira overfor vacciner. Cluster 5 blev pr. 1. februar 2021 vurderet til ikke længere at cirkulere blandt mennesker.

### Udenlandske eksperter
Den 10. november 2020 udtalte epidemiolog for Verdenssundhedsorganisationen WHO Margaret Harris, at "Den globale risiko, der er forbundet den nye minkrelaterede variant, anser vi for at være meget lav. Helt bestemt". Dagen efter forklarede Anthony Fauci, på daværende tidspunkt ledende coronavirusrådgiver for USA's regering, at han ej heller fandt grund til at tro, at minksmitten truede en fremtidig vaccine.

## Manglende lovhjemmel

### Offentliggørelse af den manglende lovhjemmel
Som nævnt var det allerede i to bilag til coveret på regeringens koordinationsudvalgsmøde den 3. november anført, at der var et hjemmelsproblem i forhold til de to foreslåede aflivningsmodeller, men deltagerne havde ikke haft lejlighed til at læse bilagene, og problemet var ikke blevet påtalt på mødet af de embedsmænd, der havde deltaget i forberedelsen af sagsakterne. I embedsværket fortsatte diskussionen om mulige hjemmelsproblemer imidlertid i de følgende dage. Kort inden regeringens pressemøde den 4. november, der bekendtgjorde beslutningen om aflivningen, forsøgte Fødevarestyrelsen at advare om lovproblemer. Styrelsen kontaktede Fødevareministeriet og bad om en kontakt i Justitsministeriet, fordi styrelsen ikke mente, at der var lovgrundlag til at aflive alle landets mink. Senere samme aften tilkendegav ministeriet overfor Justitsministeriet, at Fødevarestyrelsens vurdering var, at der ikke var hjemmel til at aflive alle mink, hvilket "Miljø- og Fødevareministeriet kan tilslutte sig". Dagen efter tilkendegav Justitsministeriet, at ministeriet "ikke har grundlag for at tilsidesætte" vurderingen. Der var enighed om, at der skulle laves ny lovgivning for at få hjemmel til at aflive mink udenfor zonerne.
Ifølge Minkkommissionens senere konklusion blev fødevareminister Mogens Jensen gjort bekendt med hjemmelsproblemet 5. november, mens Frederiksen fik besked 8. november. Jensen orienterede den 8. november Folketinget og pressen om, at regeringen hverken havde lovhjemmel til den igangværende aflivning af alle mink eller tempobonusser. Fødevarestyrelsen sendte 10. november et nyt brev til minkavlerne og gjorde det klart, at der ikke var tale om en ordre, men en "opfordring" til at aflive uden for zonerne, og at regeringen arbejdede på at sikre sig den nødvendige lovhjemmel til at kræve alle mink aflivet. Til Ekstra Bladet udtalte fødevareministeren den 8. november, at regeringen grundet situationens alvor havde vurderet at man "ikke kunne afvente ny lovgivning, inden man meldte dette ud". Dagen efter beklagede han den "uklare kommunikation" om hvorvidt der havde været lovhjemmel til at påbyde mink udenfor sikkerhedszonerne aflivet. Den 10. november forklarede Jensen, at han ikke havde været klar over, at der manglede lovhjemmel til at give ordren, da regeringen meldte den ud på pressemødet og kaldte det "en fejl".
Efter 8. november opstod der blandt juridiske fagfolk uenighed om, hvorvidt ordrerne rent faktisk manglede lovhjemmel. Minkkommissionen konkluderede imidlertid i sin senere rapport, at ordrerne var "groft vildledende og klart ulovlige".

### Fødevareministerens afgang
Efter at oplysningerne om den manglende lovhjemmel var blevet offentliggjort, kritiseredes Mogens Jensen skarpt af regeringens støttepartier Radikale Venstre og Enhedslisten. Kritikken gik både på hans ansvar for beslutningen om aflivningen uden at have sikret sig lovhjemmel og på, at han skulle have reageret for lidt og for sent på risikoen for mutation af coronavirus blandt mink. Efter Jensen havde været i samråd den 17. november 2020, og Fødevareministeriet dagen efter udsendte en redegørelse om forløbet, udtrykte både de to partier og regeringens tredje støtteparti Socialistisk Folkeparti 18. november, at de ikke længere havde tillid til Jensen som fødevareminister, hvorfor han indgav sin afskedsbegæring samme dag.
Ifm. ministerskiftet dagen efter blev det offentliggjort, at Miljø- og Fødevareministeriet igen opdeltes i Miljøministeriet og Ministeriet for Fødevarer, Landbrug og Fiskeri. Rasmus Prehn blev udnævnt til ny minister i sidstnævnte ministerium. Jensen fortsatte som næstformand for Socialdemokratiet. I et interview med TV2 i december 2024 beskrev Jensen hans afgang som logisk, men uretfærdig. Han bestred også minkkommissionens konklusion og fastholdt, at han først blev bekendt med den manglende lovhjemmel mellem den 7. og 8. november 2020.

### L 77
Inden sin afgang havde Jensen som konsekvens af den manglende lovhjemmel 10. november 2020 fremsat et lovforslag om aflivning af alle mink og midlertidigt forbud mod hold af mink. Lovforslaget (L 77) indeholdt også hjemmel til udbetaling af tempobonus til de minkavlere, som medvirkede til aflivningen af deres dyr. I et udkast til lovforslaget fra regeringen fremgik det, at det var SSI's anbefaling at aflive alle mink i Danmark. Dette afviste SSI, som understregede, at det var en politisk beslutning. Regeringen forsøgte først at få lovforslaget hastebehandlet, hvilket krævede tre fjerdedeles flertal i Folketinget, men opgav dette inden fremsættelsen. Den 16. november indgik den en aftale med sine tre tre støttepartier samt Alternativet om hurtigst muligt at vedtage lovhjemmel til at aflive alle danske mink og give bevillingsmæssig dækning til at udbetale tempobonus til avlerne. Lovforslaget blev endeligt vedtaget 21. december 2020, hvilket sikrede et lovgrundlag bag beslutningerne. De borgerlige partier stemte imod. Loven indeholdt dog nogle mindre undtagelser, der bl.a. tillod AQUA Akvarium og Dyrepark i Silkeborg at beholde sine to mink.

## Politiets rolle
På pressemødet den 4. november 2020 udtalte Frederiksen, at for at understøtte fødevaremyndighedernes igangværende aflivningsindsats "iværksættes der nu en nødplan for aflivning, som håndteres i regi af Den Nationale Operative Stab under politiets kommando". Der oprettedes en understab kaldet Operationsstab Mink.
Efter pressemødet blev minkavlere uden for smittezonerne ringet op af medarbejdere i Rigspolitiet. Til støtte for samtalerne med avlerne fik kadetterne udleveret et såkaldt actioncard, der fungerende som manuskript. Teksten opfordrede avlerne til at medvirke ved aflivningen af deres besætninger, og et af spørgsmålene var, om de var villige hertil. Hvis de svarede ja hertil, var samtalen afsluttet. Afviste de, var politifolkene instrueret i at sige, "Det er jeg ked af at høre, men beslutningen er truffet. Manglende medvirken vil derfor betyde, at du ikke får mulighed for at opnå bonussen, og du kan forvente, at myndighederne så kommer og foretager tømning af besætningen alligevel. Jeg vil derfor høre, om dette får dig til at ændre beslutningen?"

### Kritik af Rigspolitiet
Rigspolitiet og i særdeleshed rigspolitichefen Thorkild Fogde blev kritiseret for udførelsen af dette efter offentliggørelsen af Miljø- og Fødevareministeriets redegørelse fra den 18. november 2020, der konkluderede, at Rigspolitiet på tidspunktet for udfærdigelsen af actioncardet vidste, at det var ulovligt. Dette anerkendte Rigspolitiet også selv efterfølgende. "Det var dog Rigspolitiets helt klare forståelse, at den fornødne hjemmel ville foreligge inden for kort tid", fremgik det af et skriftligt svar fra Rigspolitiet til Justitsministeriet. Rigspolitiets ageren mødte kritik fra både juridisk og politisk side, bl.a. fra juraprofessorerne Kristian Lauta og Frederik Waage.

### Advokatundersøgelse af actioncard
Folketinget iværksatte i foråret 2021 en advokatundersøgelse om politiets actioncard i minksagen. Advokatundersøgelsens beretning blev offentliggjort den 8. oktober 2021 og var udarbejdet af advokat Claus Guldager. Undersøgelsen konkluderer at der med actioncardet forelå forsømmelse, men at en nærmere vurdering heraf ikke kunne foretages inden for de for undersøgelsen fastsatte rammer. Endvidere konkluderede undersøgelsen, "Der er ikke grundlag for at antage, at personer i politiets øverste ledelse – eller i ledelseslaget under – har instrueret nogen om at udarbejde et actioncard".
I undersøgelsens redegørelse for det faktiske hændelsesforløb kommenteredes spørgsmålet om, hvorvidt det var retvisende, da Miljø- og Fødevareministeriet i sin redegørelse af 18. november 2020 skrev, "Det har ikke i det foreliggende materiale kunnet konstateres, at spørgsmålet om hjemmel til at udvide den hidtidige indsats med aflivning af mink til hele landet er blevet omtalt i sager til brug for drøftelser i de relevante regeringsudvalg i perioden efter den 1. oktober 2020 og frem til den 3. november 2020". Undersøgelsen pegede i den forbindelse på, at der i coveret (hovednotatet) til regeringens koordinationsudvalgsmøde 3. november 2020 om nødplanen for aflivning stod, "Nødplanen vurderes at ville forudsætte fravigelse fra en række gældende regler og retningslinjer på miljø- og dyreområdet".
På baggrund af undersøgelsen udvidede Folketinget den 19. november 2021 Minkkommissionens kommissorium til også at inkludere en undersøgelse af politiets actioncard.

## Ned- og genopgravning af mink
Fra den 5. november til 19. november blev 13,5 mio. mink aflivet i Danmark, hvoraf ca. tre mio. af dem blev begravet i massegrave. Nedgravning af mink blev ifølge Fødevareministeriet vurderet nødvendig pga. "tempoet i aflivningerne". I takt med at dyrene forrådnede, blev der dannet gasser, som fik dem til at udvide sig og pressede dem op af jorden, alt imens de risikerede at forurene drikkevand.
Den 2. december blev fødevareminister Rasmus Prehn og miljøminister Lea Wermelin kaldt i samråd om sagen. Den 21. december 2020 blev det besluttet, at minkene skulle genopgraves. I maj 2021 og to måneder frem begyndte genopgravningen af knap fire mio. døde mink ved militære anlæg nær Holstebro og Karup. Genopgravningen blev på forhånd anslået til at ville koste 80 mio. kr. Dog anmodede Fødevareministeriet om at få stillet 150 mio. kr. til rådighed. De opgravede mink blev kørt til 13 forskellige forbrændingsanlæg rundt omkring i Danmark. Knap 200.000 tons af den forurenede minkjord administreret af jordbehandlingsvirksomheden Nordic Waste indgik senere i et større jordskred nær Ølst syd for Randers. Af generel miljøpåvirkning reducerede udryddelsen af minkerhvervet ifølge DCE dansk landbrugs CO2-udledning med anslået 1,5%.
Fødevareminister Rasmus Prehn kaldte det i maj 2021 for en "træls og ærgerlig" sag, men tilføjede, at han ikke havde behov for at pege fingre ad de mennesker, der tog beslutningen, idet den blev truffet for at beskytte folkesundheden. Ifølge Peter Pagh, professor i miljøret ved Københavns Universitet, manglede der lovhjemmel til at deponere de døde mink i massegravene. Fødevareministeriet afviste imidlertid i sit notat af 15. december 2020 at have brudt loven.

### Advokatundersøgelse af nedgravningen
I april 2021 iværksatte Folketinget en advokatundersøgelse om nedgravningen af aflivede mink. Beretningen om undersøgelsen blev offentliggjort den 8. oktober 2021. I undersøgelsen blev det konkluderet om fejl og forsømmelser, "at det ikke vil være muligt på det foreliggende grundlag at henføre de begåede fejl til enkelte personer, eller at den enkelte persons eventuelle fejl vil have karakter af en tjenesteforseelse".

## Minkkommissionen
Folketinget besluttede den 11. november 2020, at en uvildig undersøgelse af minksagen skulle finde sted. Et politisk flertal enedes den 10. december 2020 om at få etableret en ny undersøgelsesform kaldet en granskningskommission samt at få sagen undersøgt af en sådan. Folketinget nedsatte den 23. april 2021 Granskningskommissionen om sagen om aflivning af mink kaldet Minkkommissionen for kort. Kommissionens medlemmer blev landsdommer Michael Kistrup (formand), professor Helle Krunke fra Københavns Universitet og advokat Ole Spiermann fra advokatfirmaet Bruun & Hjejle, mens advokat Jakob Lund Poulsen var kommissionens udspørger.

### Kommissorium
Kommissionen havde til opgave "at undersøge og redegøre for det samlede begivenhedsforløb og for alle relevante myndigheders og ministres handlinger og involvering i beslutningen og udførelsen af beslutningen om, at alle mink i Danmark som led i indsatsen til bekæmpelse af covid-19 straks skulle aflives". Særligt skulle den fokusere på de 14 dage på til pressemødet, hvor beslutningen blev offentliggjort samt, hvordan ministrene og andre relevante personer reagerede, da de blev bekendt med hjemmelsmangler. Endvidere skulle foretages en selvstændig vurdering af om der var lovhjemmel til beslutningen og ansvarspådragelse. Kommissoriet blev i november udvidet til også at omfatte en undersøgelse af politiets actioncard. Kommissionen måtte dog ikke foretage en retlig vurdering af ministres ansvar.

### Afhøringer
Efter kommissionens indledende arbejde med gennemgang af dokumenter påbegyndte kommissionen afhøringer af vidner den 7. oktober 2021. Afhøringerne foregik med mellemrum over 34 dage indtil 8. april 2022. I alt afgav 74 personer vidneforklaring, fordelt på 7 ministre, 3 særlige rådgivere, 55 embedsmænd, 7 politifolk og 2 personer tilknyttet minkbranchen. Afhøringerne fandt sted i Retten på Frederiksberg.
Under sin afhøring den 9. december understregede Mette Frederiksen, at der ikke var nogen, som på mødet den 3. november 2020 havde nævnt den manglende lovhjemmel, og at dette var en fejl. Hun ville dog ikke bebrejde nogen, fordi der ifølge hendes opfattelse vil blive begået fejl i krisesituationer.
I Miljø- og Fødevareministeriets redegørelse vedrørende manglende lovhjemmel var datoen for hvornår den daværende fødevareminister kendte til manglende lovhjemmel, angivet til den 7. november 2020. Ved afhøringerne blev en række dokumenter fremlagt, hvor datoen for dette kendskab var angivet til den 5. eller den 6. november 2020, og i en fremlagt sms-korrespondance fra perioden mente den daværende minister selv, at datoen var den 5. november 2020.
Ifm. afhøringen af en række embedsmænd blev der fremlagt en række sms'er, hvor Statsministeriets departementschef Barbara Bertelsen tilkendegav, at sagen kunne "være livsfarlig" for regeringen og opfordrede til, at Fødevareministeriet og Sundhedsministeriet påtog sig ansvaret. Den 1. november 2021 blev det oplyst, at Frederiksen og en række rådgivere i Statsministeriet automatisk fik slettet sms’er efter 30 dage, og at en række sms-korrespondancer udvekslet under minkforløbet derfor ikke var blevet overleveret til Minkkommissionen, selvom denne havde anmodet derom allerede den 29. april 2021. På et pressemøde den 3. november oplyste statsministeren, at sletningen startede senest i sommeren 2020 efter rådgivning fra Barbara Bertelsen, hvilket denne bekræftede, da hun blev afhørt den 18. november 2021. Kommissionen udtrykte ønske om, at sms'er, der var blevet slettet på blandt andre Bertelsens og statsministerens telefoner, blev gendannet, og politiet forsøgte efterfølgende at genskabe de slettede sms'er, men meddelte den 15. november 2021 til regeringen at det ikke var lykkedes. Et resultat Frederiksen offentliggjorde den 17. november 2021, dagen efter kommunalvalget. Adspurgt om en hård tone i visse af de offentliggjorte sms'er mellem embedsmænd i ministerier og styrelser forsvarede Frederiksen embedsmændene, hvis arbejdsindsats under pandemien hun roste. Hun udtalte, at Danmark ikke ville være kommet så godt igennem pandemien uden de embedsmænd, landet havde haft, og fortsatte "Så ja, der kan være røget en finke af panden og mere end det. Lev med det – lev med det". Ordlyden "Lev med det" blev berømt som eksempel på statsministerens kontante stil. Frederiksen beskrev senere under valgkampen til folketingsvalget 2022 formuleringen som en fejl og gentog, at den var tænkt som et forsøg på at forsvare de mennesker, der stod midt i krisehåndteringen.

### Beretning
Kommissionen afgav sin beretning den 30. juni 2022, hvori det fremgik, at beslutningen af aflivningen af alle danske mink var uden lovhjemmel. Kommissionen konkluderede om statsministerens rolle:
 "Kommissionen finder således, at Mette Frederiksens udmeldinger på pressemødet den 4. november 2020 objektivt set var groft vildledende, men at Mette Frederiksen subjektivt ikke havde viden herom eller hensigt hertil. Kommissionen har herved ikke foretaget en vurdering af, om der foreligger grov uagtsomhed".

Kommissionen kom også frem til, at Frederiksen måtte "have været bekendt med", at KU-mødet blev "tilrettelagt og materiale udarbejdet i en forceret proces". Statsministeriet som helhed have indtaget en "overordnet og styrende rolle i den forcerede proces". Her vurderede kommissionen, "Samlet er det kommissionens vurdering, at Statsministeriet har handlet meget kritisabelt i forløbet, som førte til den grove vildledning af minkavlere og offentlighed og den klart ulovlige instruks til myndigheder i relation til pressemødet den 4. november 2020. Endvidere havde Fødevareministeriet handlet "særdeles kritisabelt". Frederiksen erklærede sig under valgkampen 2022 uenig i, at der havde været tale om en forceret proces.
Minkkommissionen afviste utvetydigt den daværende fødevareministers forklaring om, at han først blev bekendt med den manglende lovhjemmel 7. november kl. 18:31. Kommissionen skrev, "Mogens Jensen fik oplysning tidligere, nemlig den 5. november 2020. Kommissionen finder således, at Mogens Jensen i hvert fald under samrådet den 11. november 2020 afgav urigtige oplysninger". Jensen havde dermed talt usandt overfor Folketinget og offentligheden, idet han på et samråd den 11. november havde sagt, at han først blev gjort opmærksom på den manglende hjemmel "i weekenden" (perioden fra den 6. til 8. november 2020.)
Samtidig fandt kommissionen, at 10 embedsmænd havde begået "tjenesteforseelser af en sådan grovhed, at der var grundlag for, at det offentlige søgte at drage dem til ansvar".

## Konsekvenser af beretningen

### Kritik af embedsmænd
Det fremgik af Minkkommissionens beretning, at 10 embedsmænd havde begået "tjenesteforseelser af en sådan grovhed, at der er grundlag for, at det offentlige søgte at drage dem til ansvar". På statsministerens pressemøde om Minkkommissionens beretning 1. juli 2022 berettede Frederiksen, at kommissionens vurderinger af embedsmænd ville blive gennemgået af fortrinsvis Medarbejder- og Kompetencestyrelsen. På baggrund af styrelsens gennemgang blev Barbara Bertelsen, departementschef i Statsministeriet, 24. august tildelt en advarsel. Samtidigt blev Johan Legarth, departementschef i Justitsministeriet, givet en irettesættelse, mens rigspolitichef Thorkild Fogde og departementschef i Miljøministeriet Henrik Studsgaard blev fritaget for tjeneste og indkaldt til tjenstlige forhør.
Medarbejder- og Kompetencestyrelsens uafhængighed blev bestridt af Jørgen Grønnegård Christensen, professor emeritus i statskundskab ved Aarhus Universitet, som kaldte statsministerens udtalelse om, at styrelsen var politisk uafhængig, for "noget vitterligt vås". Styrelsens manglende uafhængighed blev bakket op af Eva Smith, professor ved Københavns Universitets juridiske fakultet og æresdoktor ved Lunds Universitet, som påpegede, at styrelsen bestod at embedsmænd, "der i hierarkiet rangerer lavere end de personer, hvis ansvar de skal vurdere".
Den 20. september bekendtgjorde Rigspolitiet, at embedsmændene Uffe Stormly og Birgitte Buch havde modtaget en advarsel. De havde ifølge Minkkommissionen medvirket til "brud på sandhedspligten og legalitetsprincippet ifm. politiets anvendelse af actioncards 6. november 2020". Den 22. september oplyste Fødevareministeriet, at også embedsmændene Tejs Binderup, Paolo Drostby og Hanne Larsen havde modtaget en advarsel. Samme dag blev også Anne-Mette Lyhne Jensen i Justitsministeriet tildelt en advarsel. Disse beslutninger blev ligeledes truffet på baggrund af Medarbejder- og Kompetencestyrelsens gennemgang.
Det tjenstlige forhør af Henrik Studsgaard blev senere indstillet, da Studsgaard fik job som direktør i Esbjerg Kommune og dermed ikke længere var ansat i staten. Thorkild Fogde var dermed den eneste embedsmand, hvis rolle blev underkastet en særskilt undersøgelse. Fogde blev frikendt den 10. februar 2023, da forhørsledelsen med den tidligere højesteretspræsident Thomas Rørdam i spidsen konkluderede, at han ikke havde begået nogen tjenesteforseelser. Fogde kunne dermed samme dag genindtræde i sin stilling som rigspolitichef efter at have været hjemsendt under undersøgelsen.

### Tilbagekaldelse af kritik
Som en konsekvens af Fogdes frikendelse vurderede Medarbejder- og Kompetencestyrelsen med bistand fra Kammeradvokaten, at advarslerne til Bertelsen og Lyhne Jensen og irettesættelsen til Johan Legarth burde tilbagekaldes, og 23. marts fulgte henholdsvis Statsministeriet og Justitsministeriet denne indstilling. 25. april tilbagekaldte Fødevareministeriet tilsvarende sin advarsel til kontorchef Paolo Drostby, og 2. juni tilbagekaldte Rigspolitiet efter en fornyet gennemgang af sagen advarslerne til politiinspektør Uffe Stormly og sektionsleder Birgitte Buch.
| Liste over de 10 embedsmænd som blev kritiseret af Minkkommissionen | Liste over de 10 embedsmænd som blev kritiseret af Minkkommissionen | Liste over de 10 embedsmænd som blev kritiseret af Minkkommissionen | Liste over de 10 embedsmænd som blev kritiseret af Minkkommissionen |
| Navn                                                                | Stilling                                                            | Ministerium/Styrelse                                                | Konsekvens                                                          |
| ------------------------------------------------------------------- | ------------------------------------------------------------------- | ------------------------------------------------------------------- | ------------------------------------------------------------------- |
| Barbara Bertelsen                                                   | Departementschef                                                    | Statsministeriet                                                    | Advarsel (senere tilbagekaldt)                                      |
| Henrik Studsgaard                                                   | Departementschef                                                    | Fødevareministeriet                                                 | Tjenestefritagelse                                                  |
| Johan Legarth                                                       | Departementschef                                                    | Justitsministeriet                                                  | Irettesættelse (senere tilbagekaldt)                                |
| Anne-Mette Lyhne Jensen                                             | Afdelingschef                                                       | Justitsministeriet                                                  | Advarsel (senere tilbagekaldt)                                      |
| Tejs Binderup                                                       | Afdelingschef                                                       | Fødevareministeriet                                                 | Advarsel                                                            |
| Paolo Drostby                                                       | Kontorchef                                                          | Fødevareministeriet                                                 | Advarsel (senere tilbagekaldt)                                      |
| Thorkild Fogde                                                      | Rigspolitichef                                                      | Rigspolitiet                                                        | Frikendt efter tjenstligt forhør                                    |
| Uffe Stormly                                                        | Politiinspektør                                                     | Rigspolitiet                                                        | Advarsel (senere tilbagekaldt)                                      |
| Birgitte Buch                                                       | Juridisk sektionsleder                                              | Rigspolitiet                                                        | Advarsel (senere tilbagekaldt)                                      |
| Hanne Larsen                                                        | Veterinær direktør                                                  | Fødevarestyrelsen                                                   | Advarsel                                                            |

I sin bog Minksagen – skyld og ansvar udgivet i november 2023 beskrev juraprofessor Carsten Henrichsen Minkkommisionens beretning som et oplæg til en "vendetta" mod embedsværket "uden sans for proportionerne, uden respekt for retlige grundprincipper og uden fornøden inddragelse af forsigtighedsprincippet".

### Politiske konsekvenser
I Minkkommissionens beretning af 30. juni 2022 blev der rettet kritik af Frederiksen og Jensen. Som konsekvens heraf tildelte et flertal i Folketinget bestående af Socialdemokratiet, Radikale Venstre, Socialistisk Folkeparti og Enhedslisten den 5. juli Frederiksen og Jensen en såkaldt næse for deres rolle i sagen. Flertallet udtalte bl.a., at statsministeren i forløbet havde "optrådt meget kritisabelt, og flertallet udtrykker en alvorlig kritik af statsministeren".
Umiddelbart efter, at Minkkommissionen havde aflagt sin beretning, meddelte et flertal i Granskningsudvalget, at de efter nøje overvejelser ikke havde fundet anledning til at rejse tiltale ved Rigsretten.
Et mindretal i udvalget henviste til kommissionens manglende kompetence til retligt at vurdere ministres ansvar hvorfor kommissionen "ikke har foretaget en vurdering af, om der bl.a. foreligger grov uagtsomhed blandt de kritiserede ministre, herunder statsminister Mette Frederiksen og miljø- og fødevareminister Mogens Jensen", hvorpå mindretallet konkluderede, at "det eneste rigtige er, at Folketinget får lavet en uvildig advokatvurdering af kommissionsberetningen".
Selvom partiet Radikale Venstre som en del af flertallet i granskningsudvalget ikke støttede nedsættelsen af en advokatundersøgelse, annoncerede partiet som en politisk konsekvens, at hvis ikke Frederiksen udskrev folketingsvalg senest ved Folketingets åbning den 4. oktober, ville partiet vælte regeringen ved et mistillidsvotum. Med henvisning til folketingsflertallet for valgudskrivelse meddelte statsministeren den 5. oktober, at hun havde indstillet til dronning Margrethe II, at valget ville blive afholdt tirsdag den 1. november 2022.

## Juridiske betragtninger

### Spørgsmålet om grov uagtsomhed
Et centralt spørgsmål i offentligheden efter, at det blev klart, at der ikke var hjemmel til den oprindelige ordre om at beordre alle mink slået ihjel, var, om regeringen og Frederiksen i særdeleshed var klar over dette og altså bevidst brød loven. Det var derfor også en vigtig del af Minkkommissionens kommissorium at undersøge, hvorvidt og hvornår statsministeren og de øvrige ministre blev bekendt med mulige hjemmelsproblemer. Som nævnt ovenfor konkluderede kommissionen, at regeringens medlemmer først blev opmærksomme på problemet efter, at beslutningen var blevet truffet og bekendtgjort på pressemødet den 5. november, og altså ikke bevidst havde handlet ulovligt. Kommissionen tog imidlertid ikke stilling til spørgsmålet, om nogle af ministrene havde udvist grov uagtsomhed. I givet fald ville de have overtrådt ministeransvarlighedsloven, og kommissionen havde ikke mandat til at vurdere, om ministrene havde handlet strafbart.
I tiden efter kommissionens beretningsfremlæggelse blev dette spørgsmål derfor diskuteret af en række juridiske eksperter. De fleste vurderede, at der ikke var grundlag for at straffe Frederiksen for grov uagtsomhed. Det gjaldt således professor i forvaltningsret ved Aalborg Universitet Sten Bønsing, professor i offentlig ret på Aarhus Universitet Jørgen Albæk Jensen, professor i forfatningsret ved Københavns Universitet Jens Elo Rytter, professor Kristian Lauta fra Københavns Universitet, professor emeritus i strafferet fra Københavns Universitet Jørn Vestergaard, professor Frederik Waage, Syddansk Universitet, professor emeritus i forvaltningsret ved Københavns Universitet Carsten Henrichsen, professor emerita ved Københavns Universitet Eva Smith. og professor emeritus ved Københavns Universitet Ditlev Tamm. Samme vurdering gav landsdommer Bo Østergaard udtryk for. Professor Lasse Lund Madsen ved Juridisk Institut på Aarhus Universitet mente derimod, at statsministerens adfærd umiddelbart forekom groft uagtsom. Lund Madsen tilføjede nogle måneder senere, at han ikke mente, at det på det foreliggende grundlag gav mening at føre en rigsretssag mod Frederiksen, og at han ikke så nogen grund til at foretage en uvildig advokatvurdering med fokus på statsministerens ansvar, da han mente, at sagen allerede var så velbelyst, som den kunne blive.

#### Lund Elmer Sandager
Efter at et flertal i Folketinget i starten af juli havde afvist at iværksætte en uvildig advokatvurdering af involverede ministres retlige ansvar, indsamlede oppositionspartiet Nye Borgerlige midler til deres egen og hyrede advokatfirmaet Lund Elmer Sandager hertil. I september fremlagde advokathuset sin retlige vurdering, hvori de vurderede, at Mogens Jensen og Mette Frederiksen ville kunne kendes skyldige ved en rigsret, men frifandt øvrige involverede ministre. Advokaternes vurdering blev i talrige medier skarpt kritiseret af professor Jens Elo Rytter og professor emeritus Jørn Vestergaard, der mente, at der var flere huller i advokaternes juridiske vurdering, påpegede at advokaterne bag vurderingen var erhvervsadvokater og ikke havde de tilstrækkelige faglige forudsætninger for at vurdere den konkrete problemstilling, samt fandt det påfaldende, at de nåede den stik modsatte konklusion af, hvad talrige uafhængige juridiske eksperter havde sagt offentligt.

#### Retlig vurdering fra juraprofessorer
Den 7. november 2022 offentliggjorde de tre professorer Jens Elo Rytter, Jørn Vestergaard og Jørgen Albæk Jensen et 30-siders notat med titlen Retlig vurdering af spørgsmålet om statsminister Mette Frederiksens ansvar i Minksagen, som de overleverede til Folketingets partier. De tre professorer fra Københavns og Aarhus Universiteter havde udarbejdet notatet på eget initiativ med henvisning til, at der fra politisk hold vedholdende var kommet ønsker om en retlig vurdering af statsministerens ansvar i sagen. I vurderingen konkluderede de, at det ikke kunne forventes, at Frederiksen ville kunne dømmes efter ministeransvarlighedsloven for grov uagtsomhed, og at hun altså ikke ville blive fundet skyldig i en eventuel rigsretssag. De vurderede, at det var forståeligt og undskyldeligt, at Frederiksen ikke blev opmærksom på hjemmelsproblemstillingen, fordi ingen i embedsværket på nogen måde havde gjort hende opmærksomhed på problemet, og fordi hun med rette burde kunne have tillid til, at embedsmændene ville have afdækket eventuelle relevante problemer i løbet af den tid, der var til rådighed. De gjorde også opmærksom på, at spørgsmålet om hjemmel selv for de ansvarlige embedsmænd var en juridisk vanskelig udfordring at få klarhed over, som viste sig at kræve ret indgående undersøgelser af et kompliceret retsgrundlag.

### Sondring mellem forskellige modeller for erhvervet
I mødematerialet til regeringen K-udvalgsmøde, hvor beslutningen blev truffet, blev to modeller forslået:
1. Lægge minkerhvervet i dvale i.e. aflive de fleste mink, men lade avlsdyrene overleve, så minkerhvervet kunne genopstartes efter pandemien. En sådan mulighed var bl.a. skitseret af SSI på et møde 2. november.[207]
2. Totalnedlægge erhvervet, i.e. aflive alle mink og forbyde minkdrift.

Det fremgik af bilagene, at der højst sandsynligt ikke var lovhjemmel til nogen af dem. Regeringen sagde at man valgte en tredje model som bestod i en nedslagtning af alle mink, men ikke et permanent forbud mod minkavl. Denne model var også ulovlig uden ny lovgivning. I november 2020 udtalte Frederiksen bl.a. i Folketingssalen, "Der er politik, og så er der jura. Regeringen har ikke truffet beslutning om at lukke minkerhvervet. Regeringen har truffet en beslutning om, at minkene skal aflives. Det er to forskellige beslutninger". Juraprofessor Kristian Lauta kommenterede hertil, at "Det eneste halmstrå, de har tilbage, er, at der er forskel på at aflive alle mink og helt og delvist nedlukke erhvervet. Men det forstår jeg ikke, at der skulle være en forskel på. Det er sgu svært at drive minkavl uden mink". Professor i forvaltnings- og forfatningsret Frederik Waage vurderede, at regeringens udtalelse om, at beslutningen om at aflive alle mink ikke var det samme som en nedlukning af erhvervet, var korrekt nok, men at de to modeller ville have den samme effekt. I lækkede interne dokumenter fra før ordreafgivelsen på pressemødet den 4. november 2020 beskrev embedsmænd og Jensen beslutningen som en de facto nedlæggelse af erhvervet.

### Ejendomsretten
I Grundlovens § 73, stk. 1 står, "Ejendomsretten er ukrænkelig. Ingen kan tilpligtes at afstå sin ejendom, uden hvor almenvellet kræver det. Det kan kun ske ifølge lov og mod fuldstændig erstatning". Juraprofessorerne Kristian Lauta, Mikael Rask Madsen, Henrik Palmer Olsen, Frederik Waage og Jens Elo Rytter samt advokat Jonas Christoffersen har karakteriseret ordren om at aflive mink udenfor de oprindelige lokalt afgrænsede zoner som grundlovsstridig. Waage og Rytter påpegede samtidig, at det set fra et juridisk synspunkt er ligegyldigt, om der er tale om et grundlovsbrud eller blot et "almindeligt" lovbrud, idet det ikke ændrer på implikationerne hvad ansvar angår. Juraeksperter har i deres kritik vurderet, at der er et skærpet hjemmelskrav, når regeringen giver en ordre med så store konsekvenser for ejendomsretten.
Bæredygtigt Landbrug stævnede den 27. oktober 2022 på vegne af tre tidligere minkavlere Fødevarestyrelsen for krænkelse af Den Europæiske Menneskerettighedskonvention, 1. tillægsprotokol, artikel 1, om respekt for ejendomsretten ifm. påbuddet om aflivninger uden den nødvendige lovhjemmel. Per august 2024 var sagen stadig igangværende.

### Journaliseringspligten
Ifølge offentlighedslovens § 15 skal alle dokumenter journaliseres "der er modtaget eller afsendt af en forvaltningsmyndighed som led i administrativ sagsbehandling (...) i det omfang dokumentet har betydning for en sag eller sagsbehandlingen i øvrigt". Minkkommissionen tog ikke stilling til, om der var sket brud på den såkaldte journaliseringspligt qua tilintetgørelse af muligt bevismateriale i form af de slettede sms'er.
Professor Frederik Waage vurderede at sletningen efter alt at dømme var i strid med journaliseringsreglerne og udtalte, "Det er stærkt problematisk, at statsministeren og hendes departementschef udsætter sig selv for spørgsmål om overholdelse af journaliseringspligt, når det som her handler om oprydning efter et klart lovbrud i forhold til aflivning af mink". Professor i forvaltningsret Sten Bønsing tilsluttede sig kritikken og sagde, at det "tydeligvist" ikke havde været tilfældet i sagen om de slettede sms'er.
Venstre-minister Troels Lund Poulsen oplyste den 20. juni 2023, at hverken Forsvarets Efterretningstjeneste eller Center for Cybersikkerhed efter længere tids efterforskning havde kunnet genskabe Frederiksens slettede sms'er. På baggrund af sletningen ændrede Justitsministeriet i maj 2024 sine retningslinjer for statslige myndigheders til at gemme beskeder afsendt af ministre, departementschefer og særlige rådgivere via tjenestetelefoner i mindst 25 år.

## Erstatningsudbetalinger

### Kompensationsaftale
Ved udmeldelsen af regeringens beslutning lå ingen erstatningsaftale klar. Først den 25. januar 2021 blev en aftale om erstatning til minkavlerne vedtaget i Folketinget. I aftalen indgik en ramme på 1,8-2,8 mia. kr. i direkte erstatning for de mink, der blev aflivet i 2020 uden at blive pelset. Derudover blev givet 8,9 mia. kr. i erstatning for tab af fremtidigt indkomstgrundlag og erstatning for restværdien af produktionsapparatet, som ikke længere havde værdi for minkavleren. En række følgeerhverv direkte afhængige af minkavl – herunder fodercentraler, pelserier, auktionshuse og transportvirksomheder – blev tildelt kompensation for tabet af den del af deres forretning, der vedrørte den danske minkbranche. Det blev i aftalen skønnet til at medføre udgifter for 3-4 mia. kr. Aftalen skulle ifølge dens ordlyd give fuldstændig erstatning til minkavlere og minkafhængige, uanset om aflivningerne juridisk kunne betegnes som ekspropriation efter Grundlovens § 73. Ifølge tænketanken Kraka medførte aftalen med en erstatning på mellem 11-13 mio. kr. til hver minkavler en betydelig overkompensation til erhvervet. Forsker Henning Otte Hansen ved Institut for Fødevare- og Ressourceøkonomi på Københavns Universitet mente ligeledes, at erstatningerne var i overkanten af, hvad der var naturligt.

### Sagsbehandlingsforløb
Jævnfør aftalen skulle erstatningen til de enkelte minkvirksomheder endvidere afgøres af "en særlig erstatnings- og taksationskommission". Den 18. december 2021 meddelte Fødevareministeriet efter nedsættelsen af seks erstatnings- og taksationskommissioner, at vurderingen af minkvirksomhederne ville begynde. Ifølge Fødevareministeriet havde udbetalinger til minkavlerne per 2. september 2022 kostet den danske stat 6,6 mia. kr.
I marts 2024 bragte Zetland en historie om potentiel inhabilitet blandt medlemmer af taksationskommissionerne, hvorefter partierne bag aftalen i april ændrede fordelingen af kommissionspladserne således minkavlere ikke længere sad med til bords. Til gengæld fik tænketanke som Cepos, Kraka, Arbejderbevægelsens Erhvervsråd og Justitia mulighed for at udpege repræsentanter til kommissionerne.
Skønnene over de samlede omkostninger og tidshorisonten for, hvornår processen med udbetalingerne ville blive afsluttet, ændrede sig flere gange under forløbet. I januar 2025 vurderede Trafikstyrelsen, at de sidste erstatningssager ville blive afsluttet i 2027. Samtidig vurderedes det, at de samlede udgifter til erstatningsforløbet ville være på 29,2 mia. kr. - et beløb, der både dækkede over de udbetalte erstatningsbeløb og administrationsudgifterne (lønninger mv.) til de ansatte i Minksekretariatet.

## Genopstart af minkavl
Den 23. september 2022 besluttede regeringen på baggrund af SSI's vurdering at ophæve forbuddet mod minkavl fra 1. januar 2023. Dog havde kun 14 minkvirksomheder søgt om dvalekompensation og dermed mulighed for at kunne genoptage minkavlen senere mod 1223, der havde søgt om nedlukningskompensation svarende til ca. én % af erhvervet. Heraf var det Tage Pedersens vurdering i august det år, at mellem én og fire rent faktisk ville ende med at genopstarte. Minkavlere, som valgte at genopstarte, skulle fortsat leve op til smitteforebyggende tiltag, heriblandt testning af mink, anvendelse af værnemidler og hygiejnekursus. Den ansvarlige minister, Rasmus Prehn, udtalte herom, "Det ville ikke være muligt for minkerhvervet at starte op igen uden de her tiltag. Hvis ikke vi har de her spilleregler, så kunne det måske blive for stor en risiko at starte op igen".
Efter at forbuddet mod minkavl udløb den 1. januar 2023, ankom de første mink til Danmark den 14. januar 2023, importeret fra Norge til en minkavler på Thyholm, som var blandt de 13 minkavlere i alt, som havde ansøgt om genopstartsstøtte.

## Politisk kritik
Kritikken fra den politiske oppositions side hæftede sig i høj grad ved den juridiske og sundhedsfaglige kritik. Oppositionspartierne i blå blok kritiserede, at regeringen beordrede alle mink i Danmark aflivet uden lovhjemmel, samt at regeringen med sin efterfølgende ageren bragte minkavlerne i en usikker retslig situation.
Oppositionspartierne kritiserede også regeringen for, at der ikke var tilstrækkelig faglig baggrund for at træffe beslutningen, og at andre fagpersoner end SSI hurtigere burde have haft adgang til data og forsøgsbeskrivelser, en såkaldt second opinion.
Regeringen og statsministeren undskyldte ved en række lejligheder forløbet med den manglende lovhjemmel, men påpegede baggrunden, hvor regeringen modtog en alvorlig risikovurdering og havde et ansvar for at handle, ikke bare overfor Danmarks befolkning, men også overfor udlandet. Regeringen anførte også, at de ansvarlige embedsmænd stod i en ekstremt presset situation under forløbet og kun forsøgte at handle i folkesundhedens interesse.
I januar 2021 blev der fremsat et borgerforslag om at starte en rigsretssag mod Frederiksen på baggrund af minksagen. Forslaget havde i juni 2021 opnået 62.000 støtter. I Folketinget stemte Venstre, Dansk Folkeparti, Det Konservative Folkeparti, Liberal Alliance og løsgænger Inger Støjberg for forslaget, som dog blev nedstemt. Det vakte en del kritik, også fra konservative og Venstre-folk, at partierne havde stemt for forslaget, mens granskningskommissionen stadig var i gang med at undersøge sagen, og den konservative leder Søren Pape udtalte senere, at han fortrød beslutningen. I en meningsmåling foretaget af Epinion for Altinget.dk i april 2022 om minkavl igen burde være tilladt i Danmark, var 46 % af respondenterne for, 37 % imod og 16 % svarede "Ved ikke".
Frederiksen som statsminister blev bl.a. kritiseret af Venstres formand Jakob Ellemann-Jensen for at udvise magtfuldkommenhed under forløbet. I september 2022 udtalte Frederiksen, at kritikken af hende som værende magtfuldkommen efter hendes mening delvist kunne tilskrives hendes køn.
Liberal Alliance omtalte sagen som "Danmarkshistoriens største politiske skandale". Frederiksen udtalte den 24. august 2022, at hun ikke mente, at man nødvendigvis kunne kalde sagen en skandale, men at der var blevet begået en fejl, idet der manglede lovhjemmel til en beslutning, der i øvrigt var nødvendig. Efter kritik fra flere sider præciserede hun seks dage senere, at der var tale om "en politisk skandale".
Under valgkampen meddelte oppositionspolitikerne i blå blok, at hvis flertallet i Folketinget ændrede sig efter valget, ville de igangsætte en uvildig advokatvurdering af Frederiksens samt andre ministres retlige ansvar i minksagen. Fem dage efter fremlæggelsen af Minkkommissionens beretning meddelte Alternativet, at de "selvfølgelig" også støttede en advokatvurdering, hvilket de gik til valg på. Yderligere omtalte Moderaternes formand, Lars Løkke Rasmussen i september en advokatvurdering af Minkkommissionens beretning som et ultimatum for at støtte nogen regering og gentog dette under valgkampen i oktober, hvor han bl.a. udtalte, "Jeg er sikker på, at hvis vi ikke får sat et værdigt punktum for denne sag, så gambler vi med folkestyret, uanset hvilken regering der kommer efter dette valg".

## Efter folketingsvalget 2022
Det var på forhånd ventet, at minksagen ville få betydning for Socialdemokratiets stemmetal ved folketingsvalget den 1. november, ikke mindst i Nordjylland, hvor Frederiksen var valgt til Folketinget. Resultatet ved valget blev, at Socialdemokratiet gik frem med 1,6 % af stemmerne i hele landet. I Nordjylland fik Socialdemokratiet 34% af stemmerne, og Frederiksens personlige stemmetal steg med 17.000 stemmer til godt 60.000 stemmer i alt. Radikale Venstre, der havde forårsaget valget, gik fra 16 til syv mandater, hvorefter Carsten Nielsen den følgende dag gik af som leder for helt at udtræde af Folketinget i maj 2023.
Valgforskeren Niels Nørgaard Kristensen, Aalborg Universitet, og historikeren Christian Egander Skov vurderede, at oppositionspartierne under valgkampen havde overvurderet slagkraften i minksagen, og at valgresultatet viste, at der var kommet en minktræthed i befolkningen, der ikke opfattede sagen som et vigtigt valgemne. Formand for Dansk Folkeparti Morten Messerschmidt udtalte ligeledes efter valget, at det havde været en fejl, at Blå Blok havde fokuseret så meget på minksagen under valgkampen. Valgforskere Kasper Møller Hansen og Rune Stubager m.fl. nåede i 2024 en lignede konklusion om udbredt minktræthed i deres valgundersøgelse af 2022-valget.
I det nye Folketing var der imidlertid tilsyneladende flertal for at iværksætte en advokatundersøgelse af minksagen, da Alternativet efter skiftende meldinger den 7. december endegyldigt meldte ud, at partiet støttede en advokatvurdering. Partiet udgjorde et folketingsflertal sammen med de partier, der under valgkampen havde støttet en sådan vurdering.
Under de langvarige regeringsforhandlinger, der fulgte efter valget, blødte Moderaterne og Venstre imidlertid op på kravet om en advokatvurdering, og den 12. december foretog begge partier en kovending, da de droppede deres støtte til kravet om en advokatundersøgelse med henvisning til et kommende regeringssamarbejde. Ellemann erkendte, at hans nye holdning var et løftebrud. Politisk redaktør Esben Schjørring beskrev Ellemanns troværdighedstab i minksagen som en væsentlig årsag til hans senere afgang fra politik i oktober 2023.

### SVM-regeringen
Dagen efter valget udnævne Margrethe II ved dronningerunden Frederiksen til kongelig undersøger, og 15. december 2022 blev Regeringen Mette Frederiksen II med Socialdemokratiet, Venstre og Moderaterne dannet. Samme dag fastslog Ellemann på regeringens første pressemøde, at der ikke kom en advokatvurdering af sagen. I de nye regerings regeringsgrundlag fremgik det, at regeringen ville præsentere en ny model, der skulle give minkavlerne en hurtigere acontobetaling og endelig erstatning. Denne model blev fremlagt den 28. april.

## Fodnoter
1. ↑  Blandt ministre deltog finansminister Nicolai Wammen, udenrigsminister Jeppe Kofod og skatteminister Morten Bødskov. Justitsminister Nick Hækkerup var fraværende grundet sygdom. Blandt embedsmænd deltog departementschef i Fødevareministeriet Henrik Studsgaard, departementschef i Justitsministeriet Johan Legarth og departementschef i Statsministeriet Barbara Bertelsen.[31]
2. ↑  Efter mandatantal per 1. juli 2022: Socialdemokratiet (49), Radikale Venstre (14), Socialistisk Folkeparti (15) og Enhedslisten (13).
3. ↑  Efter mandatantal per 1. juli 2022: Venstre (39), Det Konservative Folkeparti (13), Dansk Folkeparti (6), Nye Borgerlige (4), Liberal Alliance (3) og Frie Grønne (3).
4. ↑  Grundet Folketingets forretningsorden kunne dette i praksis først ske efter Folketingets åbningsdebat 6. oktober,[178] hvorfor Radikale udskød fristen.[179]
5. ↑  Bag aften stod Socialdemokratiet, Venstre, Radikale Venstre, Socialistisk Folkeparti og Liberal Alliance.
6. ↑  Den resterende ene % svarede "Ønsker ikke at svare".
7. ↑  Enhedslisten (9), Socialistisk Folkeparti (15), Alternativet (6), Inuit Ataqatigiit (1), Siumut (1), Socialdemokratiet (50), Javnaðarflokkurin (1), Radikale Venstre (7), Moderaterne (16), Sambandsflokkurin (1), Det Konservative Folkeparti (10), Venstre (23), Liberal Alliance (14), Danmarksdemokraterne (14), Dansk Folkeparti (5), Nye Borgerlige (6).